# Xã Bryant, Quận Edmunds, South Dakota
Xã Bryant (tiếng Anh: Bryant Township) là một xã thuộc quận Edmunds, tiểu bang Nam Dakota, Hoa Kỳ. Năm 2010, dân số của xã này là 19 người.